# Fault (Computer)

Einordnung eines Faults in verschiedene Ausnahmesituationen

Als Fault (englisch Fehler) wird eine spezielle Art von Ausnahmesituation beim Ablauf von Computerprogrammen bezeichnet. Faults gehören zu den sogenannten prozessorinternen Ausnahmesituationen. Im Gegensatz zu einer „Trap“ treten Faults ausschließlich vor dem Ausführen einer (Prozessor-)Operation auf und verhindern damit die Ausführung der anstehenden Operation. Typisch ist, dass bei einem Fault die problematische Bedingung beseitigt und danach versucht wird, die fehlgeschlagene Operation zu wiederholen. Dies ist bei einer Trap nicht der Fall – hier wird die Ausführung der Operation abgebrochen.

## Beispiel
Ein wichtiges Beispiel für einen Fault ist der sogenannte Seitenfehler (englisch page fault). Die problematische Bedingung ist hier der Zugriff auf eine Speicherseite, die gerade nicht im Hauptspeicher vorgehalten wird. Dies führt zum Nachladen der fehlenden Seite und schließlich zu einem wiederholten Versuch, die zuvor unterbrochene Operation auszuführen.